# 平公雅
平 公雅（たいら の きんまさ/きみまさ）は、平安時代中期の武将。平良兼の長子。平公正、平公雄、平忠望も同一人物とされる。

## 略歴
父・良兼らが従兄弟の平将門と度々争い、勝利して将門の妻子を捕らえ上総に拉致すると、弟・公連と共にこれを将門の許に逃がしたとされる。
承平7年（937年）に将門の訴状により朝廷から下された追捕の官符で父らと共に対象になっているため、この頃は父と共に将門と争っていたと見られるが、天慶2年（939年）6月に父が病死すると、将門と対立する平貞盛らとは距離を置いて中立的立場になったといわれている。12月に将門が「新皇」を自称し叛乱をおこすと、翌天慶3年（940年）1月14日、将門の牽制のために任命された8人（坂東8ヶ国）の東国掾の一人となり、将門の乱の鎮圧後に安房守となった。
天慶5年（942年）藤原秀郷の後任として武蔵守となり、将門の乱によって荒廃していた武蔵国・金龍山浅草寺を再建したことで知られる。また同年に五重塔を創建。同塔には江戸時代享保年間(徳川吉宗公の御代)に発足した町火消「う組」の位牌も安置されていると言う。
天慶8年（945年）の3月18日に公雅の枕元に観音様が立ち「この沖合に生ずる青、赤、黒三通りの海草を食すれば、無病開運、来世は必ず仏果を得べし。」 と告げたので、教えの通りにそれらの海草を集めて食してみたところ、非常に美味しくて体にも良いことから「観音様の法（のり、教え）だから『浅草のり』だ」と評判になったという伝説も知られている。

## 系譜
- 父：平良兼
- 母：不詳
- 妻：不詳
  - 男子：平致秋
  - 男子：平致成
  - 男子：平致頼
  - 男子：平致光 - 藤原隆家に従軍して、刀伊の入寇で活躍した平致行と同一人物という説が存在する[4]。
  - 男子：入禅[4]
  - 女子：平忠常正室
  - 女子：有道維広室

## 登場作品
テレビドラマ
- 『風と雲と虹と』（1976年、NHK大河ドラマ、演：高野浩幸）